# Jason O'Mara
Pour les articles homonymes, voir O'Mara.
Jason O'Mara est un acteur irlandais né le 6 août 1972 à Sandycove (comté de Dublin, en Irlande).
Il est apparu récemment dans le film Resident Evil: Extinction en jouant le rôle d'Albert Wesker qui est le président d'Umbrella Corporation.
Il est surtout connu pour avoir interprété les rôles principaux dans les séries Derniers recours/In Justice dans le rôle de Charles Conti, Life on Mars dans le rôle de Sam Tyler mais aussi dans Terra Nova pour son rôle de Jim Shannon.

## Vie personnelle
O'Mara est né et a grandi à Sandycove, dans le sud de Dublin en Irlande, où il a étudié au Collège Saint-Michel, une école catholique privée pour garçons.
Il a décidé de devenir un joueur professionnel de rugby jusqu'à ce qu'une blessure l'ait forcé à concentrer son attention ailleurs.
Il est diplômé du Trinity College, d'un diplôme d'art dramatique.
En septembre 2003, il a épousé l'actrice américaine Paige Turco dans la religion catholique romaine ; la cérémonie a eu lieu à Old Saybrook, dans le Connecticut. Ils ont un enfant, nommé David.
En juin 2017, sa femme, Paige Turco, annonce leur divorce en raison de différences irréconciliables.

## Filmographie

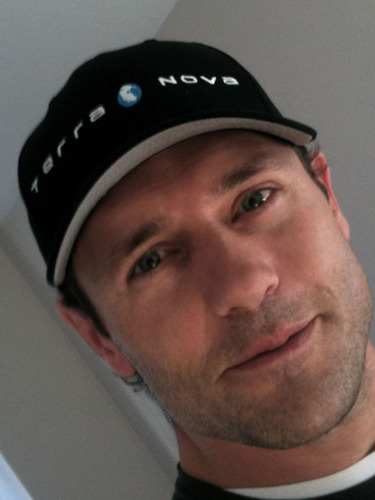
Jason O'Mara en 2011

### Cinéma
- 1995 : Summertime : Père Pat
- 1996 : Truckers spatiales : Chopper 3
- 2000 : Reach for the Moon : Ben Collier
- 2001 : High Stakes : Greg Hayden
- 2006 : Drift : Ray Hakansovich
- 2007 : Resident Evil: Extinction : Albert Wesker
- 2007 : Marlowe : Philip Marlowe
- 2012 : Recherche Bad Boys désespérément (One for the Money) : Joe Morelli
- 2016 : Jadotville (The Siege of Jadotville) de Richie Smyth : sergent Jack Prendergast
- 2016 : Wakefield de Robin Swicord : Dirk Morrison
- 2016 : Batman :Mauvais sang de Jay Oliva : Batman (voix)
- 2017 : Justice League Dark (vidéo) de Jay Oliva : Batman (voix)

### Séries
- 1996 : Soldier Soldier : médecin. (saison 6, épisode 14)
- 1998 : Médecins de l'ordinaire (Peak Practice) : Billy Matters. (saison 6, épisodes 13 et 14)
- 1998 : Berkeley Square : Ned Jones
- 1999 : Unfinished Business : Donal (saison 2, épisode 2 et 3)
- 1999-2000 : The Bill : D.C.I. Richard Pallister
- 2000 : The Mrs. Bradley Mysteries : Jasper Hicks (saison 1, épisode 4)
- 2000-2001 :  : Playing the Field : Lee Quinn (saison 4, épisodes 4 à 7)
- 2001 : Monarch of the Glen (en) : Fergal MacClure (saison 2, épisodes 2 à 7)
- 2001 : Band of Brothers : frères d'armes : Lieutenant Thomas Meehan (saison 1, épisodes 1 et 2)
- 2001 : The Cassidys : Dominic (saison 1, épisode 6)
- 2002-2003 : Espions d'État (The Agency) : A. B. Stiles (saison 2)
- 2004 : Les Experts : Miami (CSI : Miami) : Dr. Keith Winters (saison 2, épisode 11)
- 2005 -2008 : The Closer : L.A. enquêtes prioritaires (The Closer): Billy Croelick (saison 1, épisode 12 et Saison 4, épisode 1)
- 2006 : Dernier recours (In Justice) : Charles Conti
- 2006 : Esprits criminels (Criminal Minds) : Le tueur de Mill Creek (saison 2, épisode 9)
- 2006-2008 : Men in Trees : Leçons de séduction (Men in Trees) : Stuart Maxson (saison 1, épisodes 10, 13 et 15 et saison 2, épisodes 8 et 12)
- 2008 : Grey's Anatomy : Phillip Robinson (saison 4, épisode 12 et 13)
- 2008-2009 : Life on Mars : Sam Tyler
- 2009 : Trust Me : Stu Hoffman
- 2011 : Terra Nova Jim Shannon
- 2012 -2013 : Vegas - (les 21 ép.) : Le shérif-adjoint Jack Lamb
- 2013 : The Good Wife
- 2015 : Complications : John Ellison (saison 1)
- 2016 - 2017: Marvel's Agents of S.H.I.E.L.D : Directeur Jeffrey Mace
- 2018 -  2019: The Man in the High Castle : Wyatt Price (saisons 3 et 4)